# Estação de Cergy-Préfecture
A Estação de Cergy-Préfecture é uma estação ferroviária francesa da linha de Cergy, localizada na comuna de Cergy (departamento de Val-d'Oise).
É uma estação da SNCF servida pelos trens da linha A do RER e os da linha L do Transilien (rede Paris-Saint-Lazare).

## História
A estação de Cergy-Préfecture foi inaugurada em 31 de março de 1979, com o objetivo de apoiar o desenvolvimento da vila nova de Cergy-Pontoise, que se tornou uma comunidade urbana, além de servir o distrito de Cergy-Préfecture, centro urbano de a nova cidade, que se tornou Cergy Grand Centre. A estação era o terminal de um dos ramos da rede Transilien Paris Saint-Lazare, a atual linha L, antes de sua extensão em 29 de setembro de 1985 para Cergy-Saint-Christophe. Desde 29 de maio de 1988, a estação Cergy-Préfecture também é servida pelo RER A.

## Serviços de passageiros

### Entrada

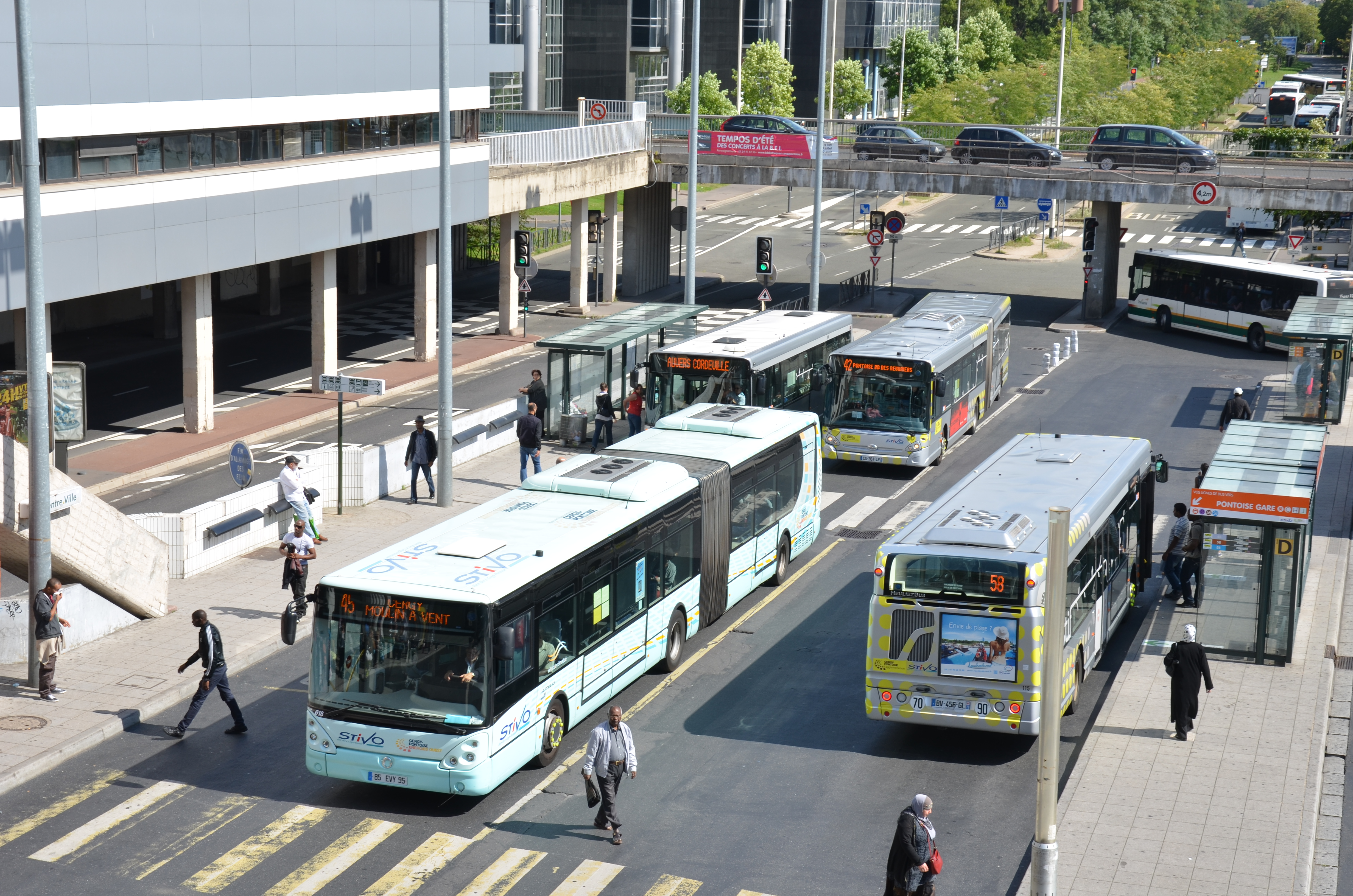
Terminal de ônibus.

A estação de metrô está localizada abaixo do centro comercial de Les 3 Fontaines e nas imediações da prefeitura de Val-d'Oise. Um balcão está aberto todos os dias das 4 h 35 a 1 h 55. Quatro máquinas Transilien estão localizadas no pátio da estação. O acesso às plataformas pode ser feito por elevador ou por duas escadas rolantes ou escadas fixas. Os portões de controle de passagens equipam a estação.
Duas máquinas de venda automática de bebidas e doces estão localizadas no pátio da estação. Uma caixa postal está localizada na frente da estação.

### Ligação
Cergy-Préfecture é servida pelos trens da linha A do RER que circulam no ramal A3, bem como pelos trens da linha L de e para a Gare de Paris Saint-Lazare durante a semana.
Este serviço inclui:
- um trem a cada 20 minutos no sábado e domingo, a cada 11 a 12 minutos durante o horário de pico de segunda a sexta-feira e a cada 30 minutos todos os dias à noite, na linha A do RER;
- um trem de 11 a 12 minutos nas horas de ponta e de hora em hora fora das horas de ponta, apenas durante a semana na linha L da rede Saint-Lazare.

Apenas o RER A atende a estação nos finais de semana e à noite. Os trens da linha L atendem apenas durante a semana.
Desde 10 de dezembro de 2017, a estação de Cergy-Préfecture é menos servida com um trem da linha A a cada 11 a 12 minutos em vez de 10 anteriormente.

## Intermodalidade
A estação é servida por:
- as linhas 29, 30, 38, 42, 44, 45, 48A, 48B, 48C, 49, 56, 57, 58, 59 e 60 da rede de ônibus da empresa de transporte interurbano de Val-d'Oise (STIVO);
- as linhas 95.03A, 95.03B, 95.17, 95.18, 95.19 e 95.20 da rede de ônibus Busval d'Oise;
- a linha Express 80 da rede de ônibus Express;
- as linha 09 da rede de ônibus do Mantois;
- as linhas 12 e 14 da rede de ônibus de Poissy - Les Mureaux;
- as linhas Express 16 e Express 27 do estabelecimento Transdev em Conflans;
- as linhas 95,04, 95,05, 95,06, 95,07, 95,08, 95,12, 95,22, 95,23, 95,41, 95,48 e 95,50 da rede de ônibus Vexin;
- as linhas N150 e N152 do serviço de ônibus noturno Noctilien;
- as linhas 603, 604 e 609 da rede intermunicipal de l'Oise.

## Frequência da estação
Em 2016, segundo estimativas da SNCF, o atendimento anual na estação foi de 11 075 400 passageiros, após 11 070 000 passageiros em 2015 e 2014. É a mais movimentada das três estações de Cergy.

## Projetos
Até 2030, de acordo com o Plano Diretor da região da Ilha de França (SDRIF), a estação Cergy-Prefecture poderá ser o terminal de uma linha de transporte público em seu próprio local, ligando-a à de Pontoise.
Até 2020, Cergy-Préfecture deverá ser renomeada como Cergy Grand Center.
Nos próximos anos, a estação Cergy-Préfecture deve ser radicalmente modificada. As obras de modernização da estação começaram em 7 de dezembro de 2021 com novas instalações inauguradas no final de 2023.